# Scottish Division One 1970-1971
La Scottish Division One 1970-1971  è stata la 74ª edizione della massima serie del campionato scozzese di calcio, disputato tra il 29 agosto 1970 e il 1º maggio 1971 e concluso con la vittoria del Celtic, al suo ventiseiesimo titolo, il sesto consecutivo.
Capocannoniere del torneo è stato Henry Hood (Celtic) con 22 reti.

## Stagione

### Novità
Un'importante novità di quest'anno fu l'introduzione della zona UEFA, conseguente alla programmata inclusione della Coppa delle Fiere nel novero delle manifestazioni della UEFA. La Scozia fu iscritta come nazione di seconda fascia avente a disposizione ben tre posti.

### Avvenimenti
Durante la stagione il portiere dell'Aberdeen Bobby Clark stabilisce il record di imbattibilità portandolo a 1215 minuti. Record che tenne fino alla stagione 2013-2014 quando Fraser Forster lo migliorò di 41 minuti.

## Classifica finale
Fonte:
|       | Pos. | Squadra       | Pt | G  | V  | N  | P  | GF | GS | QR    |
| ----- | ---- | ------------- | -- | -- | -- | -- | -- | -- | -- | ----- |
|       | 1.   | Celtic        | 56 | 34 | 25 | 6  | 3  | 89 | 23 | 3,870 |
|       | 2.   | Aberdeen      | 54 | 34 | 24 | 6  | 4  | 68 | 18 | 3,778 |
|       | 3.   | St. Johnstone | 44 | 34 | 19 | 6  | 9  | 59 | 44 | 1,341 |
| [ 4 ] | 4.   | Rangers       | 41 | 34 | 16 | 9  | 9  | 58 | 34 | 1,706 |
|       | 5.   | Dundee        | 38 | 34 | 14 | 10 | 10 | 53 | 45 | 1,178 |
|       | 6.   | Dundee Utd    | 36 | 34 | 14 | 8  | 12 | 53 | 54 | 0,981 |
|       | 7.   | Falkirk       | 35 | 34 | 13 | 9  | 12 | 46 | 53 | 0,868 |
|       | 8.   | Morton        | 34 | 34 | 13 | 8  | 13 | 44 | 44 | 1,000 |
|       | 9.   | Airdrieonians | 34 | 34 | 13 | 8  | 13 | 60 | 65 | 0,923 |
|       | 10.  | Motherwell    | 34 | 34 | 13 | 8  | 13 | 43 | 47 | 0,915 |
|       | 11.  | Hearts        | 33 | 34 | 13 | 7  | 14 | 41 | 40 | 1,025 |
|       | 12.  | Hibernian     | 30 | 34 | 10 | 10 | 14 | 47 | 53 | 0,887 |
|       | 13.  | Kilmarnock    | 28 | 34 | 10 | 8  | 16 | 43 | 67 | 0,642 |
|       | 14.  | Ayr Utd       | 26 | 34 | 9  | 8  | 17 | 37 | 54 | 0,685 |
|       | 15.  | Clyde         | 26 | 34 | 8  | 10 | 16 | 33 | 59 | 0,559 |
|       | 16.  | Dunfermline   | 23 | 34 | 6  | 11 | 17 | 44 | 56 | 0,786 |
|       | 17.  | St. Mirren    | 23 | 34 | 7  | 9  | 18 | 38 | 56 | 0,679 |
|       | 18.  | Cowdenbeath   | 17 | 34 | 7  | 3  | 24 | 33 | 77 | 0,429 |

Legenda:
      Campione di Scozia e qualificata in Coppa dei Campioni 1971-1972.
      Qualificata alla Coppa delle Coppe 1971-1972.
      Qualificata alla Coppa UEFA 1971-1972.
      Retrocesso in Scottish Division Two 1971-1972.
Regolamento:
Due punti a vittoria, uno a pareggio, zero a sconfitta.
A parità di punti, le posizioni in classifica venivano determinate sulla base del quoziente reti.